# Harold Lloyd Jr.
Harold Clayton Lloyd Jr. (Beverly Hills, 25 gennaio 1931 – Los Angeles, 9 giugno 1971) è stato un attore statunitense.

## Biografia
Nato a Beverly Hills, era figlio dell'attore e comico Harold Lloyd e dell'attrice Mildred Davis.
Debuttò nel 1950 nel film Noi che ci amiamo. Nel 1953 fu protagonista del film The Flaming Urge, in cui recitò con Cathy Downs. Nel 1958 recitò ne La figlia di Frankenstein. In Girls Town (1959) ebbe un ruolo minore insieme a un altro figlio d'arte, Charles Chaplin Jr..
L'attore lottò contro la sua omosessualità in un periodo in cui era socialmente inaccettabile, essendo stato tra l'altro fidanzato con donne. Inoltre soffrì vivere all'ombra del famoso padre e fu vittima di alcolismo fin dall'età di 20 anni. 
Nel 1965 subì un grave ictus, dal quale non riuscì a riprendersi mai completamente. Morì all'età di 40 anni nel giugno 1971, tre mesi dopo la morte del padre.

## Filmografia

### Cinema
- Noi che ci amiamo (Our Very Own), regia di David Miller (1950) - non accreditato
- The Flaming Urge, regia di Harold Ericson (1953)
- A Yank in Ermine, regia di Gordon Parry (1955)
- La figlia di Frankenstein (Frankenstein's Daughter), regia di Richard E. Cunha (1958)
- Girls Town, regia di Charles F. Haas (1959)
- I perduti dell'isola degli squali (Platinum High School), regia di Charles Haas (1960)
- Sex Kittens Go to College, regia di Albert Zugsmith (1960)
- Married Too Young, regia di George Moskov (1962)
- Ammutinamento nello spazio (Mutiny in Outer Space), regia di Hugo Grimaldi (1965)

### Televisione
- Pulitzer Prize Playhouse – serie TV, un episodio (1950)
- Matinee Theatre – serie TV, un episodio (1957)
- Papà ha ragione (Father Knows Best) – serie TV, 2 episodi (1958)